# 鲛人
鲛人，又名泉先、泉客，是中国古代传说中的神奇生物，人鱼类，居住在南海。眼泪是珍珠，善纺织。用它织出的布做衣服穿在身上，入水不湿，非常珍贵。

## 相关文学
小泉八云另有作品《鲛人报恩》（罗马字：Koujin no kansha），讲述鲛人被赶出龙宫，然后被一男子救。鲛人因此落泪，没想到眼泪变成宝石，鲛人就将宝石给男子报恩。

## 参看
- 盧亭
- 陵鱼
- 中国妖怪列表